# 朗比托路
朗比托路（法語：Rue Rambuteau）是巴黎的一条街道。

## 位置
朗比托路是巴黎市中心的一条街道，长975米，宽13米，位于巴黎第一区、巴黎第三区、巴黎第四区交界处，大堂广场（Forum des Halles）前，蓬皮杜中心北侧。
这条街在巴黎历史上占有特殊地位，因为它是在中世纪老城中开出的第一条街道，在路易-菲利普一世在位期间，比奥斯曼男爵改造巴黎还早若干年。

## 历史
朗比托路由路易-菲利普一世下令开辟于1838年3月5日。 

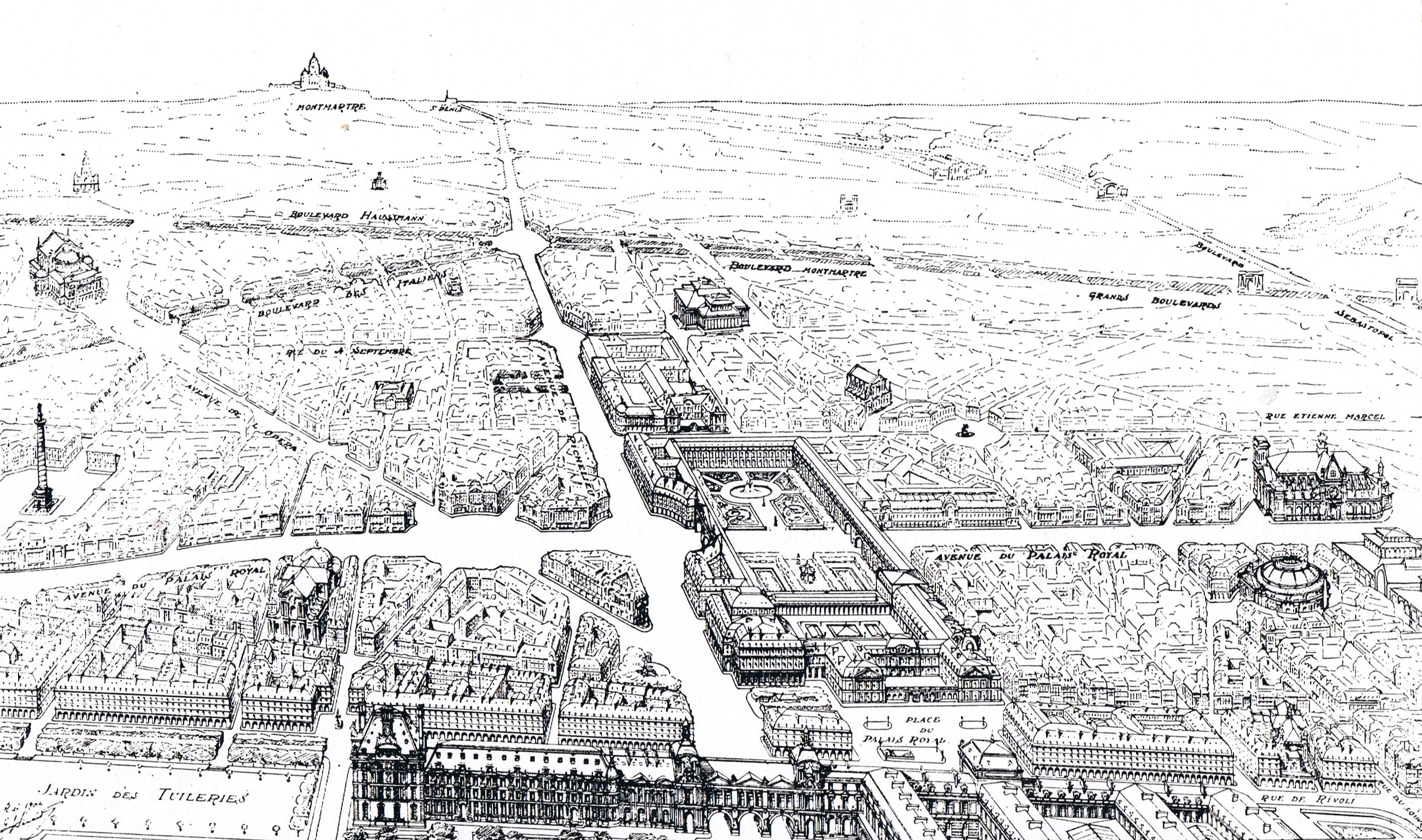

## 建筑
- 蓬皮杜中心
- 圣犹士坦堂（église Saint-Eustache）
- 大堂广场

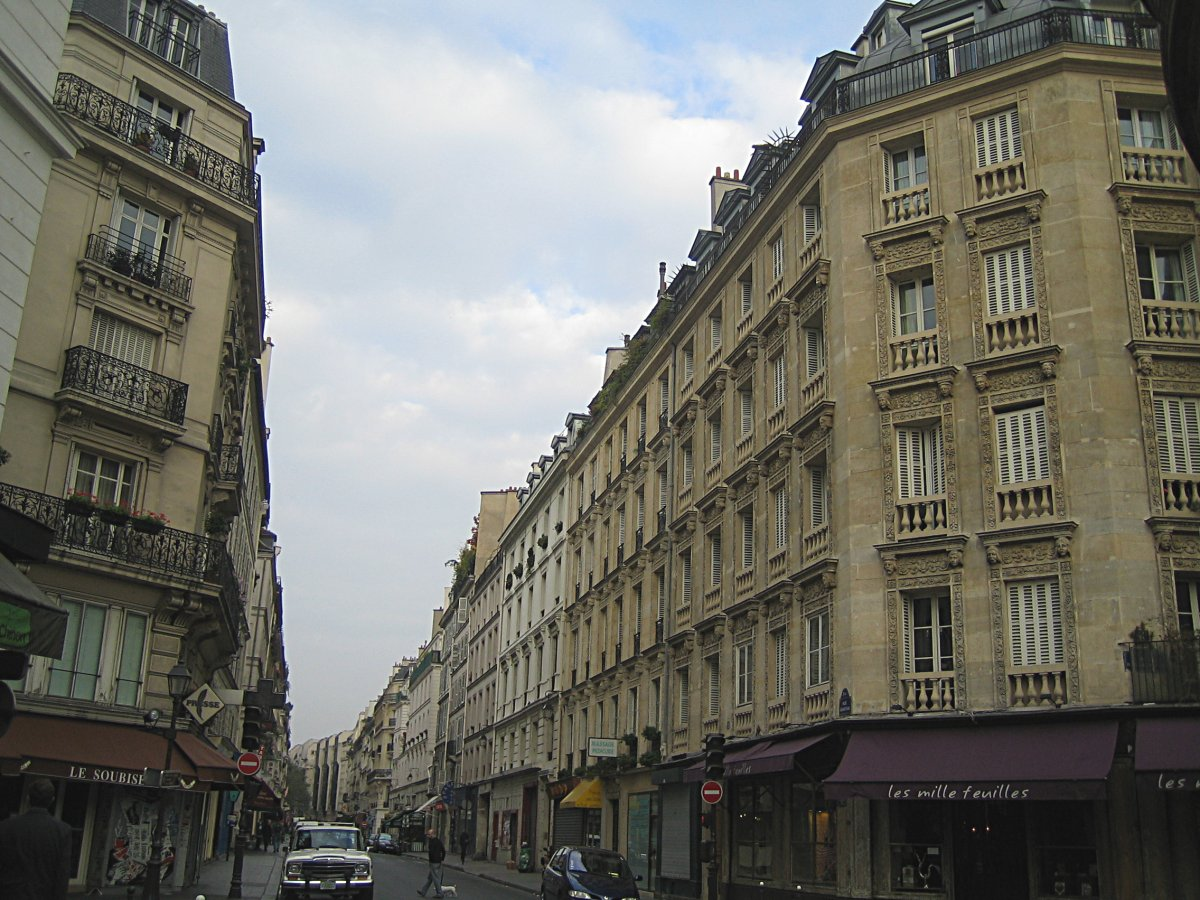
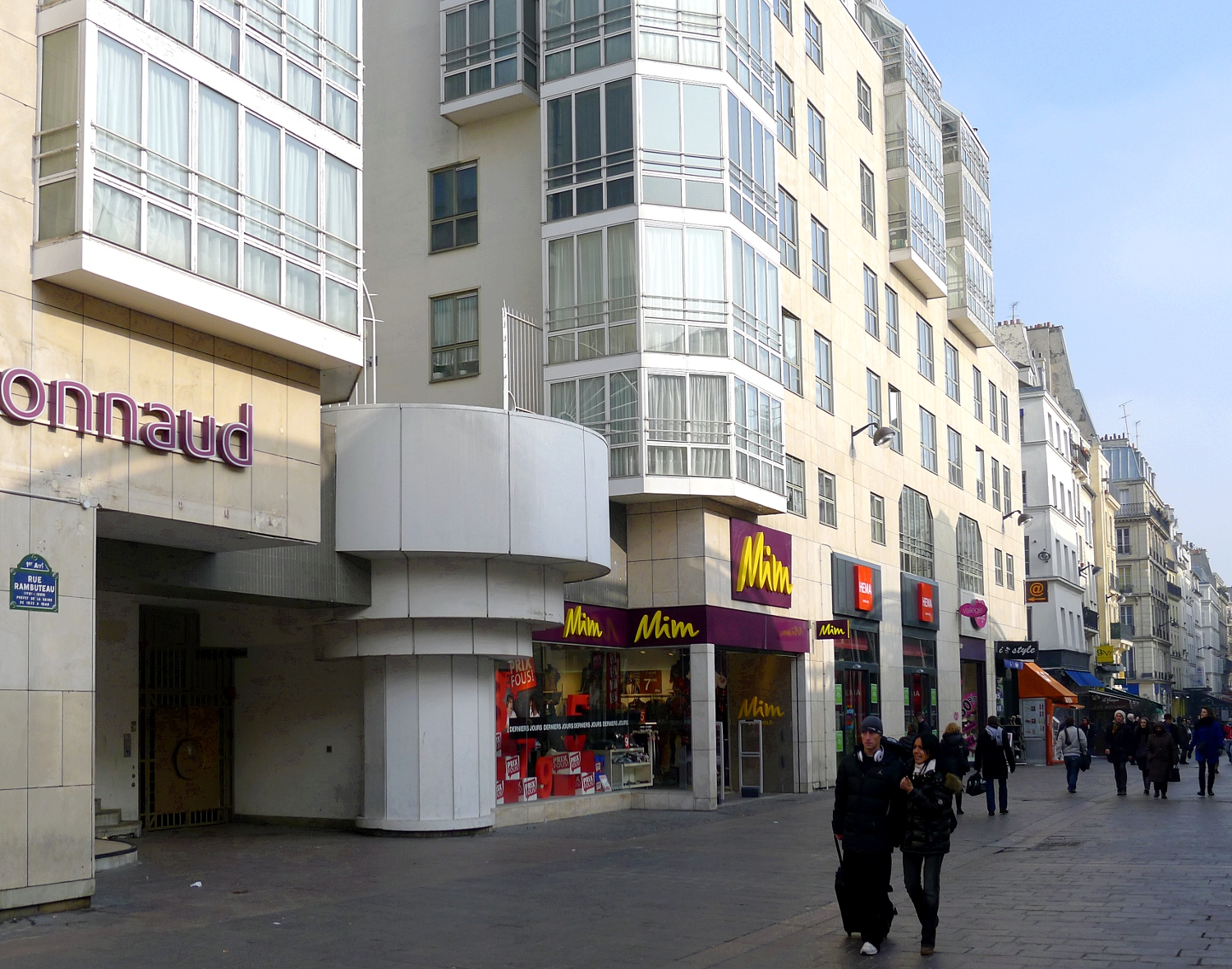
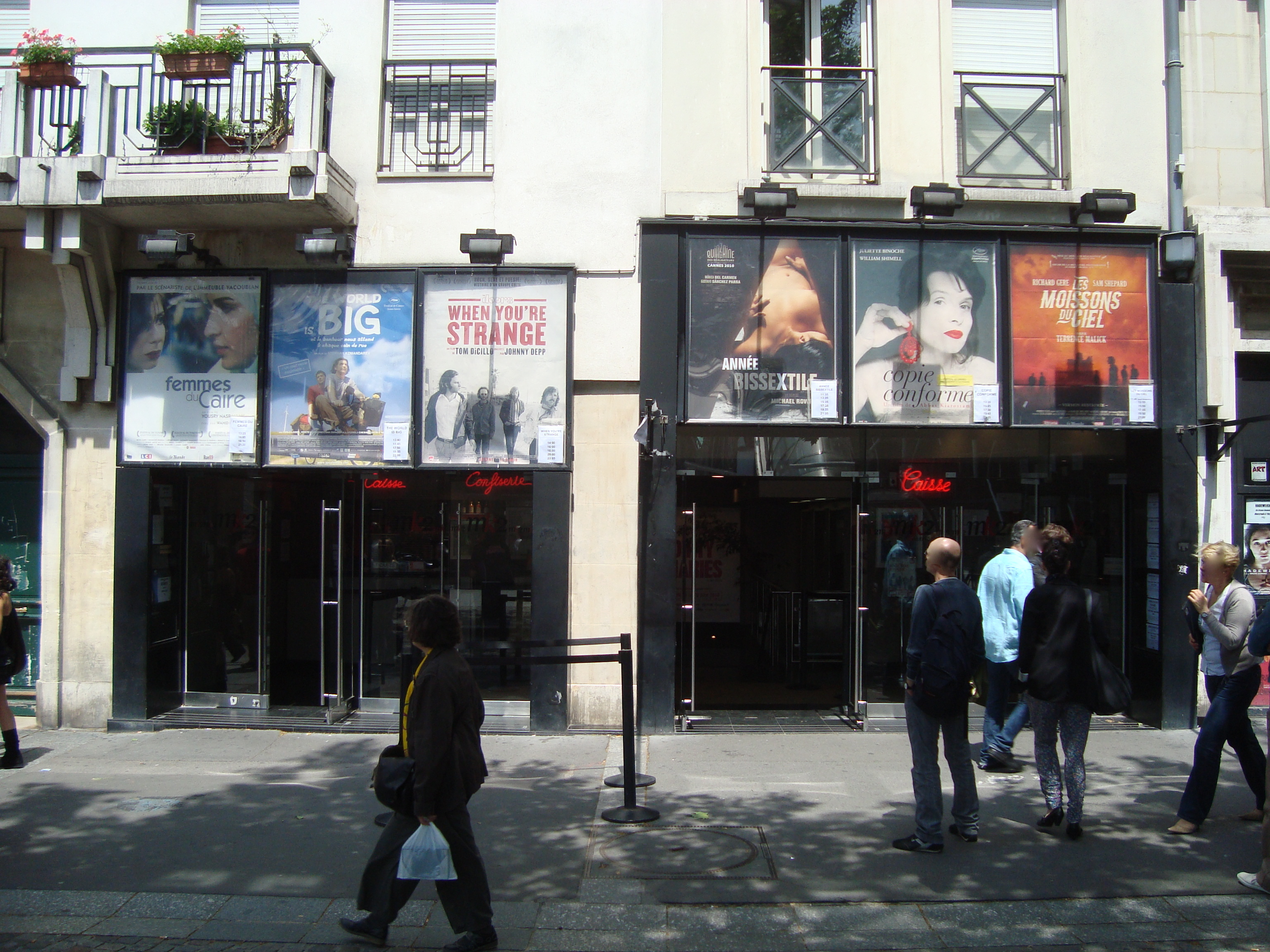
MK2 Beaubourg
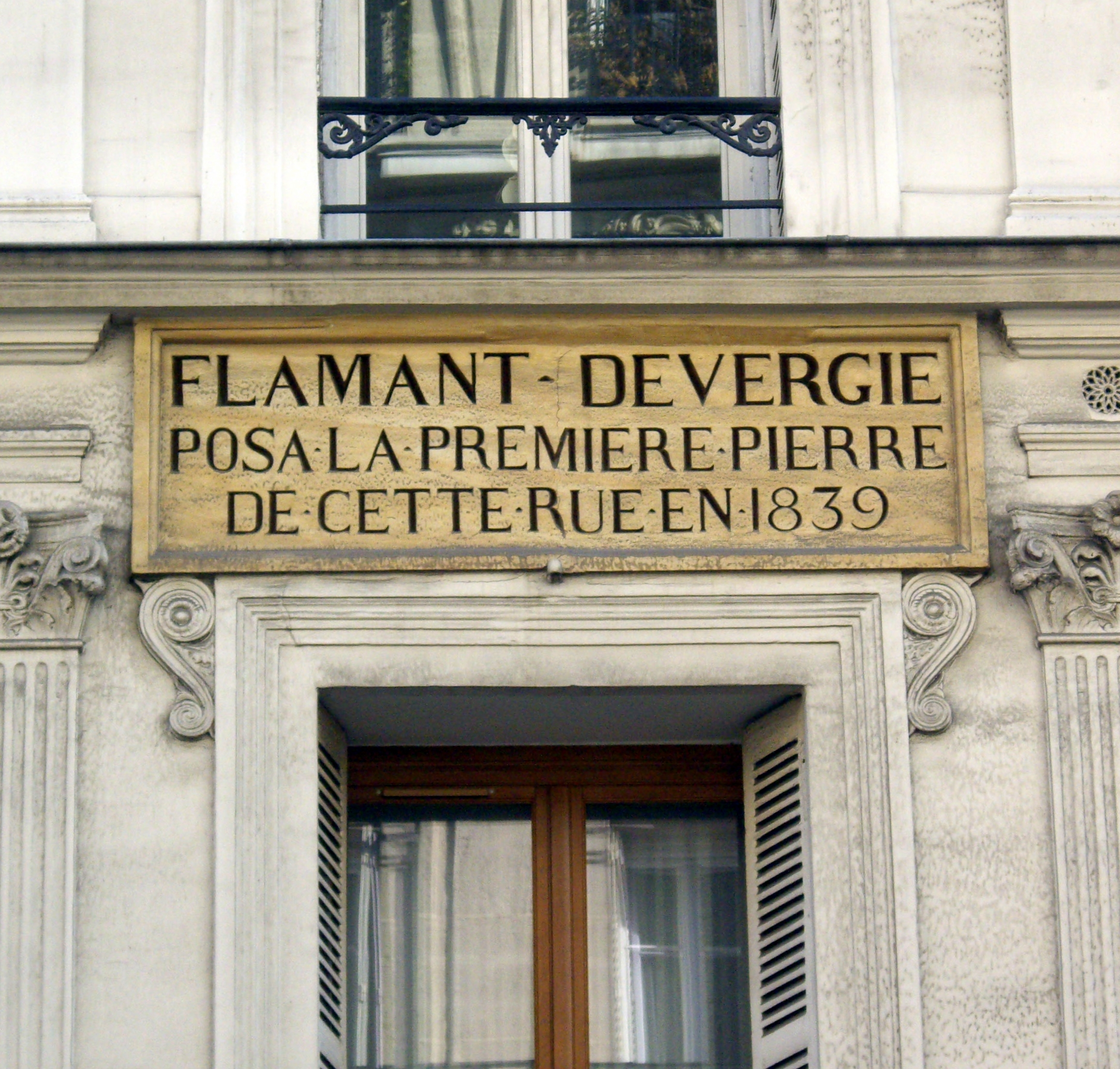
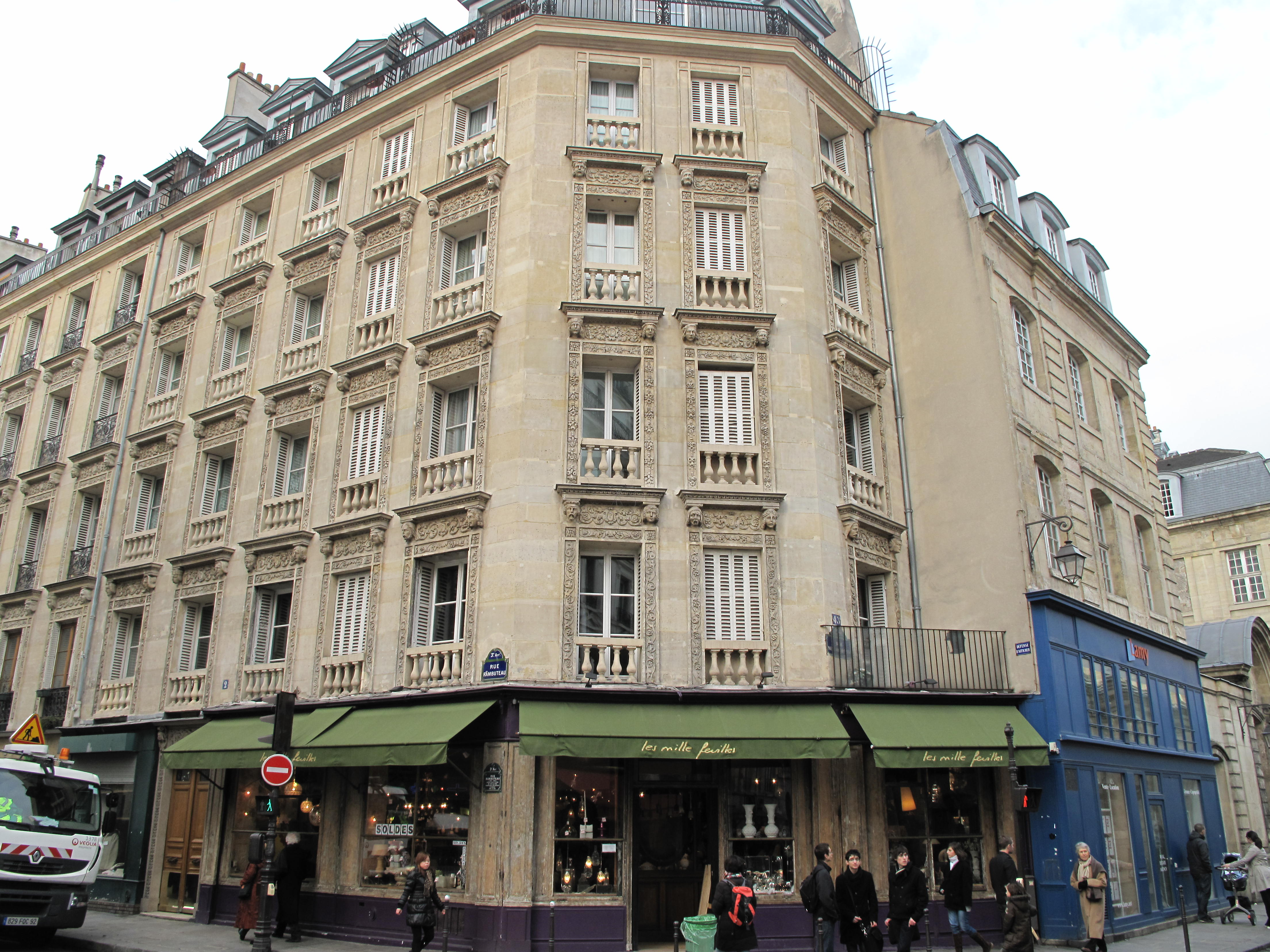